# Liste der Olympiasieger im Basketball
Die Liste der Olympiasieger im Basketball führt sämtliche Sieger sowie die Zweit- und Drittplatzierten der Basketball-Wettbewerbe bei den Olympischen Sommerspielen auf, gegliedert nach Geschlecht. Den Abschluss bildet die Nationenwertung.
Basketball ist olympische Sportart für Herren seit den XI. Olympischen Sommerspielen in Berlin 1936 und für Damen seit den XXI. Olympischen Sommerspielen Montreal 1976.

## Olympische Basketballturniere der Herren
| Olympia             | Gold               | Silber              | Bronze             | 4. Platz       |
| ------------------- | ------------------ | ------------------- | ------------------ | -------------- |
| 1936 Berlin         | Vereinigte Staaten | Kanada              | Mexiko             | Polen          |
| 1948 London         | Vereinigte Staaten | Frankreich          | Brasilien          | Mexiko         |
| 1952 Helsinki       | Vereinigte Staaten | Sowjetunion         | Uruguay            | Argentinien    |
| 1956 Melbourne      | Vereinigte Staaten | Sowjetunion         | Uruguay            | Frankreich     |
| 1960 Rom            | Vereinigte Staaten | Sowjetunion         | Brasilien          | Italien        |
| 1964 Tokio          | Vereinigte Staaten | Sowjetunion         | Brasilien          | Puerto Rico    |
| 1968 Mexiko-Stadt   | Vereinigte Staaten | Jugoslawien         | Sowjetunion        | Brasilien      |
| 1972 München        | Sowjetunion        | Vereinigte Staaten1 | Kuba               | Italien        |
| 1976 Montréal       | Vereinigte Staaten | Jugoslawien         | Sowjetunion        | Kanada         |
| 1980 Moskau         | Jugoslawien        | Italien             | Sowjetunion        | Spanien        |
| 1984 Los Angeles    | Vereinigte Staaten | Spanien             | Jugoslawien        | Kanada         |
| 1988 Seoul          | Sowjetunion        | Jugoslawien         | Vereinigte Staaten | Australien     |
| 1992 Barcelona      | Vereinigte Staaten | Kroatien            | Litauen            | Vereintes Team |
| 1996 Atlanta        | Vereinigte Staaten | BR Jugoslawien      | Litauen            | Australien     |
| 2000 Sydney         | Vereinigte Staaten | Frankreich          | Litauen            | Australien     |
| 2004 Athen          | Argentinien        | Italien             | Vereinigte Staaten | Litauen        |
| 2008 Peking         | Vereinigte Staaten | Spanien             | Argentinien        | Litauen        |
| 2012 London         | Vereinigte Staaten | Spanien             | Russland           | Argentinien    |
| 2016 Rio de Janeiro | Vereinigte Staaten | Serbien             | Spanien            | Australien     |
| 2020 Tokio          | Vereinigte Staaten | Frankreich          | Australien         | Slowenien      |
| 2024 Paris          | Vereinigte Staaten | Frankreich          | Serbien            | Deutschland    |

1: Die US-amerikanische Auswahl verweigerte aufgrund des ihrer Ansicht nach nicht regelkonformen Zustandekommens des Finalergebnisses die Entgegennahme ihrer Medaillen, wird jedoch offiziell als Silbermedaillengewinner geführt.

## Olympische Basketballturniere der Damen
| Olympia             | Gold               | Silber              | Bronze              | 4. Platz            |
| ------------------- | ------------------ | ------------------- | ------------------- | ------------------- |
| 1976 Montréal       | Sowjetunion        | Vereinigte Staaten  | Bulgarien           | Tschechoslowakei    |
| 1980 Moskau         | Sowjetunion        | Bulgarien           | Jugoslawien         | Ungarn              |
| 1984 Los Angeles    | Vereinigte Staaten | Südkorea            | Volksrepublik China | Kanada              |
| 1988 Seoul          | Vereinigte Staaten | Jugoslawien         | Sowjetunion         | Australien          |
| 1992 Barcelona      | Vereintes Team     | Volksrepublik China | Vereinigte Staaten  | Kuba                |
| 1996 Atlanta        | Vereinigte Staaten | Brasilien           | Australien          | Ukraine             |
| 2000 Sydney         | Vereinigte Staaten | Australien          | Brasilien           | Südkorea            |
| 2004 Athen          | Vereinigte Staaten | Australien          | Russland            | Brasilien           |
| 2008 Peking         | Vereinigte Staaten | Australien          | Russland            | Volksrepublik China |
| 2012 London         | Vereinigte Staaten | Frankreich          | Australien          | Russland            |
| 2016 Rio de Janeiro | Vereinigte Staaten | Spanien             | Serbien             | Frankreich          |
| 2020 Tokio          | Vereinigte Staaten | Japan               | Frankreich          | Serbien             |
| 2024 Paris          | Vereinigte Staaten | Frankreich          | Australien          | Belgien             |

## Olympische Basketballturniere der Herren – 3×3
| Olympia    | Gold        | Silber     | Bronze  | 4. Platz |
| ---------- | ----------- | ---------- | ------- | -------- |
| 2020 Tokio | Lettland    | ROC        | Serbien | Belgien  |
| 2024 Paris | Niederlande | Frankreich | Litauen | Lettland |

## Olympische Basketballturniere der Damen – 3×3
| Olympia    | Gold               | Silber  | Bronze              | 4. Platz   |
| ---------- | ------------------ | ------- | ------------------- | ---------- |
| 2020 Tokio | Vereinigte Staaten | ROC     | Volksrepublik China | Frankreich |
| 2024 Paris | Deutschland        | Spanien | Vereinigte Staaten  | Kanada     |